# 企画アリ
『企画アリ』（きかくアリ）は、国友やすゆきによる日本の漫画。1989年から1993年にかけて『ビッグコミック』（小学館）で連載されていた。単行本は小学館ビッグコミックスより全11巻。
広告・イベントのプロデューサーである主人公の工藤駿介が、クライアントからの要望に応じて様々なイベントやCM・広告等を企画・制作していく、広告業界の内幕を描いた作品である。内容は個々の広告・イベントを数話程度で消化しつつ、裏テーマである「ネオシティ'96」絡みの内容が徐々に進行していく形となっており、連載当時（バブル景気末期から崩壊にかけて）の社会情勢も反映されている。

## あらすじ
主人公の工藤駿介は、自らの個人事務所である「タコプランニング」にて、日々クライアントや広告代理店からの求めに応じて、様々なイベントや広告を企画する日々を送っていた。そんな中、1996年に東京都で大規模博覧会「ネオシティ'96」を開催しようという動きが持ち上がる。元々はその10年前（1986年）に「ネオシティ'86」として開催が企画されていたイベントだったが、当時同イベントのプロデューサーだった工藤が開催を叩き潰した経緯があり、今回も博覧会開催の裏にきな臭い動きを感じ、日々の仕事の傍ら開催阻止に向けて動き出す。しかし古巣である帝都広告の罠にはまり、あるイベントの開催が中止に追い込まれたことで多額の負債を負ってしまう。結局取引先等への迷惑をかけないため、帝都広告からの「広告業界から去るのであれば負債を全部肩代わりしても良い」という提案を飲み、タコプランニングを廃業するしかなかった。
その直後、新興メディアグループである「メディア5」の総帥・財前が工藤の下を訪れ、工藤はメディア5に「企画調査室長」という肩書で迎えられる。財前は「ネオシティ'96」の乗っ取りを企んでおり、元々「ネオシティ'86」のプロデューサーであり内情に詳しい工藤に白羽の矢を立てたのだった。工藤も「正当な形でイベントが開催されるのであれば断る理由はない」としてこの話に乗る。また「タコプランニング」時代の部下から帝都広告が仕掛けた罠の全貌を聞いたこともあり、工藤は財前の資金援助を受けて帝都広告に負債を全額返済し、広告業界への復帰を宣言する。最終的に工藤・財前らの動きが功を奏し、帝都広告を追い出してメディア5が「ネオシティ'96」の中枢を担うことに成功した。
「ネオシティ'96」のプロデューサーに工藤が収まり、ようやく全てが正しい方向に動き出したと思った矢先、財前がとある理由で工藤の婚約者・西園寺静香の父親を殺害していたことが判明してしまう。財前のやり方に激怒した工藤は仲間たちを引き連れメディア5を退社、今度は財前一派との宣伝戦に突入するのだった。

## 主な登場人物
工藤駿介
本作の主人公。第1巻時点では個人事務所である「タコプランニング」を拠点に、フリーの広告プロデューサーとして活動している。
元々業界最大手の広告代理店・帝都広告でプロデューサーを務めており、「ネオシティ'86」でもチーフプロデューサーの役職にあった。しかし開催準備中のある日、帝都広告で仲の良い同僚が社内で首吊り自殺したことを期に、イベント開催の裏でうごめく闇の勢力と裏金の存在に気づき、自らイベント開催の問題点を洗いざらいメディアにリークすることで「ネオシティ'86」を開催中止に追い込んだ。ただその責任を取る形で帝都広告を退社せざるを得なくなり、フリーのプロデューサーとなる。
西園寺静香とは帝都広告在籍中に婚約していたが、「ネオシティ」開催中止の影響で婚約者にも危害が及ぶ可能性が出てきたため、結婚式をすっぽかすという荒業で婚約を解消せざるを得なかった。その後、とある事件で拉致された静香を救出したことで関係が復活している。
西園寺静香
工藤の元婚約者で、帝都広告のプロデューサー。広告業界では工藤ほどではないものの有能なプロデューサーとして評価されている。
財前
新興メディアグループ「メディア5」を率いる実業家。一代で「メディア5」を育て上げただけあって、目的のためには手段を選ばない強引な性格。
帝都広告には何かしら恨みがあるようで、「メディア5」でも傘下メディアにおける広告は全てグループ内のハウスエージェンシー「エージェンシー5」が取り扱い、一切帝都広告との取引が無いという特殊な経営形態を取る。